# E・G・マーシャル
E・G・マーシャル（E. G. Marshall、1914年6月18日 - 1998年8月24日）は、アメリカ合衆国の俳優。
シドニー・ルメット監督の『十二人の怒れる男』（1957年）やウディ・アレン監督『インテリア』（1978年）をはじめとする数々の映画の名脇役として知られる他、日本でも放送された主演ドラマ『弁護士プレストン』でエミー賞のプライムタイム・エミー賞主演男優賞（ドラマ部門）を2年連続で受賞するなど、テレビドラマでも活躍した。
芸名の「E・G」が何の略であるかを生涯明かそうとしなかったが、冗談で「Everybody's Guess (誰も分からない）」と語っていた他、「Edda Gunnar」や「Enigma Gregarius」の略との説もある。

## 来歴
1914年にアメリカ合衆国ミネソタ州スティール郡オワトナで生まれる。父方の祖父母はドイツ人。
一般的に知られているプロフィールではカールトン大学とミネソタ大学に通った（または卒業した）とされているが、セントポール（ミネソタ州）の Mechanic Arts High School に入学した記録はあるものの卒業した記録がなく、またカールトン大学にもミネソタ大学にも入学した記録がないことが指摘されている。
舞台で俳優としてのキャリアをスタートし、1940年代以降はブロードウェイの様々な舞台に出演する。1950年代にはブロードウェイで『るつぼ』や『ゴドーを待ちながら』などの舞台で主演を務める一方、テレビドラマにも出演するようになる。
1961年から1965年までCBSで放送されたテレビドラマ『弁護士プレストン』に主演。1962年と1963年の2年連続でエミー賞のプライムタイム・エミー賞主演男優賞（ドラマ部門）を受賞する。
1974年から1982年まで放送されたラジオドラマ『CBS Radio Mystery Theater』のホスト（ナレーション）を務める。
1998年に肺癌で死去。

## 主な出演作品

### 映画
| 公開年 | 邦題 原題                                                                         | 役名                           | 備考                            |
| ------ | --------------------------------------------------------------------------------- | ------------------------------ | ------------------------------- |
| 1947   | 鮮血の情報 13 Rue Madeleine                                                       | エミール                       | クレジットなし                  |
| 1948   | 出獄 Call Northside 777                                                           | Rayska                         | クレジットなし                  |
| 1954   | ケイン号の叛乱 The Caine Mutiny                                                   | ジョン・チャリー中佐           |                                 |
| 1954   | 折れた槍 Broken Lance                                                             | ホレス                         |                                 |
| 1954   | 殺人者はバッジをつけていた Pushover                                               | カール・エックストローム       |                                 |
| 1954   | 銀の盃 The Silver Chalice                                                         | イグナティウス                 |                                 |
| 1956   | 山 The Mountain                                                                   | ソランジ                       |                                 |
| 1957   | 独身者のパーティ The Bachelor Party                                               | ウォルター                     |                                 |
| 1957   | 十二人の怒れる男 12 Angry Men                                                     | 陪審員4番                      |                                 |
| 1958   | 大海賊 The Buccaneer                                                              | ウィリアム・C・C・クライボーン |                                 |
| 1958   | 旅 The Journey                                                                    | ハロルド                       |                                 |
| 1960   | 札束とお嬢さん Cash McCall                                                        | ウィンストン・コンウェイ       |                                 |
| 1961   | 非情の町 Town Without Pity                                                        | ジェローム                     |                                 |
| 1966   | 逃亡地帯 The Chase                                                                | ヴァル・ロジャース             |                                 |
| 1966   | 悪のシンフォニー The Poppy Is Also a Flower                                       | コリー・ジョーンズ             |                                 |
| 1966   | パリは燃えているか Paris brûle-t-il?                                              | パウエル                       |                                 |
| 1969   | レマゲン鉄橋 The Bridge at Remagen                                                | シンナー准将                   |                                 |
| 1970   | トラ・トラ・トラ! Tora! Tora! Tora!                                               | ルーファス・S・ブラットン大佐  |                                 |
| 1971   | 幸せをもとめて The Pursuit of Happiness                                           | ダニエル・ローレンス           |                                 |
| 1971   | 大統領のスキャンダル Vanished                                                     | アーサー・イングラム           | テレビ映画                      |
| 1971   | 青とピンクの紐 Ellery Queen: Don't Look Behind You                                | カザリス                       | テレビ映画                      |
| 1972   | 暗殺・サンディエゴの熱い日 Pursuit                                                | ジェームズ・ライト             | テレビ映画                      |
| 1976   | 決裂への道/トルーマン対マッカーサー Collision Course: Truman vs. MacArthur        | ハリー・S・トルーマン          | テレビ映画                      |
| 1977   | ビリー・ジャック・ゴース・トゥ・ワシントン Billy Jack Goes to Washington          | ジョセフ・ペイン               |                                 |
| 1978   | インテリア Interiors                                                              | アーサー                       |                                 |
| 1979   | 暴走パニック超特急 Disaster on the Coastliner                                     | ロイ・スナイダー               | テレビ映画                      |
| 1980   | スーパーマンII Superman II                                                        | アメリカ合衆国大統領           |                                 |
| 1982   | クリープショー Creepshow                                                          | アプソン・プラット             |                                 |
| 1985   | 幸せへのリムジン My Chauffeur                                                     | ウィザースプーン               |                                 |
| 1986   | キングの報酬 Power                                                                | サム・ヘイスティングス         |                                 |
| 1986   | ワシントン爆破大作戦 Under Siege                                                  | ハロルド・スローン             | テレビ映画                      |
| 1987   | マザー/殺しのリクエスト At Mother's Request                                       | フランクリン・ブラッドショー   | テレビ映画                      |
| 1989   | ナショナル・ランプーン/クリスマス・バケーション Christmas Vacation                | アート                         |                                 |
| 1990   | マスターズ・オブ・ホラー/悪夢の狂宴 Due occhi diabolici                           | スティーヴン・パイク           | 第1話「ヴァルドマー事件の真相」 |
| 1992   | 隣人 Consenting Adults                                                            | ジョージ・ゴードン             |                                 |
| 1994   | 南部の風・南軍兵士の妻が語る100年の物語 Oldest Living Confederate Widow Tells All | Prof. Taw                      | テレビ映画                      |
| 1995   | ニクソン Nixon                                                                    | ジョン・N・ミッチェル          |                                 |
| 1997   | 目撃 Absolute Power                                                               | ウォルター・サリヴァン         |                                 |
| 1997   | ミス・エバーズ・ボーイズ～黒人看護婦の苦悩 Miss Evers' Boys                       | 委員長                         | テレビ映画                      |
| 1997   | ディフェンダーズ/新・弁護士プレストン The Defenders: Payback                      | ローレンス・プレストン         | テレビ映画                      |
| 1998   | ディフェンダーズ2/新・弁護士プレストン The Defenders: Choice of Evils             | ローレンス・プレストン         | テレビ映画                      |

### テレビシリーズ
| 放映年    | 邦題 原題                                               | 役名                     | 備考          |
| --------- | ------------------------------------------------------- | ------------------------ | ------------- |
| 1961-1965 | 弁護士プレストン The Defenders                          | ローレンス・プレストン   | 132エピソード |
| 1969-1973 | The Bold Ones: The New Doctors                          | デヴィッド・クレイグ     | 45エピソード  |
| 1983      | ケネディ Kennedy                                        | ジョセフ・P・ケネディ    | ミニシリーズ  |
| 1993      | スティーブン・キング/トミーノッカーズ The Tommyknockers | ヒルマン                 | ミニシリーズ  |
| 1994-1995 | シカゴ・ホープ Chicago Hope                             | アーサー・サーモンド医師 | 13エピソード  |